# Bookbird
『ブックバード』（Bookbird）は、1953年に設立された国際児童図書評議会（IBBY）が1957年から発行する機関誌。国際児童文学誌として加盟国約70カ国に届けられている。国際アンデルセン賞など、歴史的にも著名な数多くの国際的な作家や画家（トーベ・ヤンソンやモーリス・センダックなど）について述べられた記事や、児童文学の論文の発表の場となっている。
ブックバード初の多言語版は日本語で『ブックバード日本版』として2010年3月にマイティブック社（日本、東京都渋谷区）から創刊され、2010年9月にスペインのサンティアゴ・デ・コンポステーラで開催された第32回IBBY世界大会で報告された。 

## 沿革
- 1953年11月（創刊）初代編集長 イエラ・レップマン
- 1962年 IBBYの正式な国際児童文学誌としてIBBYハンブルク大会より発行開始（版元：Verlag fur jugend und Volk オーストリア)
- 1969年 『ブックバード』（Bookbird）が80ページの定期刊行物になる。
- 1973年 ルチア・ビンダー編集長（版元：anies オランダ）
- 1993年 ブックバード社設立、代表はジェフリー・ギャレット（アメリカ）。版権を所有していたウイーン青少年文学研究所からブックバード社に権利移管、アメリカでヴァンアーレ出版社とカルス社の協力のもと研究者のみならず図書館や国際問題関係者にも読者を広げる。
- 1994年 ジェフリー・ギャレット編集長（アメリカ）
- 1996年 ミーナ・コラーナ編集長（アメリカ・インド）
- 2001年 ジョーン・グレイザー（アメリカ）ブックバード社代表、The Johns Hopkins University（アメリカ）からネット販売開始。
- 2004年 編集部 アイルランドへ
- 2010年 編集部 アメリカへ
- 2010年 初の多言語版『ブックバード日本版』が3月にマイティブックから創刊される。初代編集長：百々佑利子（元日本女子大児童文学科教授、IBBY国際理事、『クシュラの奇跡』など翻訳家としても著名）
- 2012年 編集部 フィンランドへ